# Marco Bode
Marco Bode (Osterode am Harz, Alemania Occidental, 23 de julio de 1969) es un exfutbolista alemán que jugaba de centrocampista y permaneció toda su carrera deportiva en el Werder Bremen.

## Clubes
| Club             | País     | Año       |
| ---------------- | -------- | --------- |
| Werder Bremen II | Alemania | 1988-1989 |
| Werder Bremen    | Alemania | 1989-2002 |

## Palmarés

### Campeonatos nacionales
| Título                | Club          | País     | Año  |
| --------------------- | ------------- | -------- | ---- |
| Supercopa de Alemania | Werder Bremen | Alemania | 1988 |
| Copa de Alemania      | Werder Bremen | Alemania | 1991 |
| Supercopa de Alemania | Werder Bremen | Alemania | 1991 |
| 1. Bundesliga         | Werder Bremen | Alemania | 1993 |
| Copa de Alemania      | Werder Bremen | Alemania | 1994 |
| Supercopa de Alemania | Werder Bremen | Alemania | 1994 |
| Copa de Alemania      | Werder Bremen | Alemania | 1999 |

### Campeonatos internacionales
| Título           | Equipo (*)        | Sede       | Año  |
| ---------------- | ----------------- | ---------- | ---- |
| Recopa de Europa | Werder Bremen     | Portugal   | 1992 |
| Eurocopa         | Selección alemana | Inglaterra | 1996 |
| Copa Intertoto   | Werder Bremen     | Yugoslavia | 1998 |

(*) Incluyendo la selección.